# Strattonia zopfii
Strattonia zopfii är en svampart som tillhör divisionen sporsäcksvampar, och som beskrevs av Nils G. Lundqvist. Strattonia zopfii ingår i släktet Strattonia, och familjen Lasiosphaeriaceae. Arten är reproducerande i Sverige.